# قصر الباهية
قصر الباهية أحد المعالم التاريخية لمدينة مراكش المغربية...
ينتمي قصر الباهية الواقع في مراكش والذي يعود بناؤه إلى عهد الدولة العلوية للوزير أحمد بن موسى على عهد السلطان عبد العزيز، مسير شؤون الدولة انذاك، والملقب بـ «با حماد»،حيث جلب هذا الأخير امهر الصناع والحرفيين للاشتغال بالقصر لمدة ست سنوات متتالية، إلا أن القدر المحتوم حال دون رؤيته للقصر حيت وافته المنية سنة 1900 والأشغال لم تنته بعد. وهي من أشهر المعالم التاريخية في مراكش.

## الأجنحة والقاعات
ويضم قصر الباهية عدة أجنحة وقاعات وملحقات وأحواض وحدائق بالإضافة إلى المنزه والحديقة التي يتوسطها صهريج المعروف باسم «أكدال با حماد» وبعد وفاة «با حماد» ترددت على القصر شخصيات نافذة حيت استقرت به سنة 1906، منها المدني الكلاوي أخ باشا مراكش، التهامي الكلاوي، وشيد به بناية في الطابق الثاني، بعده حل المقري بالقصر إلى حدود 1912، بعدها عرف القصر تهيئة جديدة وأصبح مقرا للمقيم العام الفرنسي «ليوطي» فأضيفت له المدفئات ومكيفات الهواء
تبلغ المساحة الإجمالية للقصر حوالي 22 ألف متر مربع إلا أنها تقلصت بعد تشييد عدة مؤسسات ومرافق في الحديقة الكبرى التي تم فصلها عن القصر، كما تغير مدخله الأصلي الذي يوجد بحي رياض الزيتون الجديد إلى بوابة قرب حي السلام (الملاح).

## الرياض الصغير
ومن بين الأجنحة المفتوحة حاليا في وجه الزوار، الرياض الصغير الذي يعد من الأجنحة المتميزة داخل القصر ببنائه الشبيه بهيئة المدارس العتيقة من حيث الأروقة التي تعلوها أفاريز خشبية مزخرفة بألوان زاهية بمواد طبيعية، وكان يشكل ديوان «با حماد» الذي يستقبل فيه رجالات الدولة ومنه تدبر شؤون البلاد، استقر به المقيم العام «ليوطي» واتخذه منزلا ومكتبا يتكون فناؤه من الرخام والزليج ويتوفر على أربعة أحواض تتوسطها نافورة وتنفتح عليه قاعات تتميز أسقفها بزخرفة متميزة، ثم الساحة الصغرى التي يتواجد بها نافورة رخامية وهي من بين الأجنحة الخاصة بـ «با حماد»، صحن هذه الساحة يتداخل فيه الزليج والرخام وتحيط بها أربع قاعات كبيرة بأروقة وأقواس استخدمت مكاتب للضباط الفرنسيين، هذا إضافة إلى الساحة الشرفية أو ساحة الرخام الكبرى، وهي عبارة عن فناء واسع ومن أكبر ساحات القصر، تحيط بها أروقة بـ 52 عمودا من الخشب، أرضيتها من الرخام، وبها ثلاث نافورات إحداها وسط صهريج صغير، وغالبا ما يستغل هذا الجزء لإقامة الحفلات الموسيقية والمعارض التشكيلية وتنفتح عليها عدة قاعات بنوافذ ذات شبابيك حديدية، ومن أهم قاعاتها القاعة الشمالية وهي من أكبر قاعات القصر حيطانها مكسوة إلى النصف بالزليج، ونوافذها مفتوحة على الحديقة الأندلسية دائمة الاخضرار، وتعلوها افريزات من الجبص بشماسيات، وسقف خشبي بألواح مزخرفة ذات طابع إيطالي، وهي أحدث مابني في القصر كما تدل على ذلك لوحة بأحد الجدران تشير إلى سنة 1899.
من الساحة الشرفية تلج الرياض الكبير بواسطة ردهة منقوشة ومزخرفة، وقد عرف عدة تغييرات في عهد «با حماد» ، بالقاعة الكبرى الشمالية توجد أبيات شعرية منقوشة على الجبص تؤرخ لبنائه، كما شهدت قاعته الجنوبية عدة تغييرات تتضح من خلال شكل السقوف والزخارف وبجوارها جناح الزوجة النبيلة، وهو عبارة عن صحن مغطى بسقف خشبي به قاعتان وبهوان ويعد قصر الباهية تحفة رائعة نظرا لزخرفة أبوابه ونوافذه بباقات الأزهار والنباتات أو ما يعرف بـ «التشجير».

## مزار سياحي
تم تصنيف القصر كمعلمة تاريخية يلج إليها الزوار والسياح الأجانب للتملي بفنون العمارة المغربية خصوصا النقش على الخشب، وقد اشرف على بناء القصر المهندس محمد بن المكي المسيوي الذي تلقى فنون صناعة الخشب بمكناس وفن النقش على الجبص بفاس على يد الضابط الفرنسي «اركمان» رئيس البعثة الفرنسية قبل الحماية، وكانت النواة الأولى لقصر الباهية على يد الحاجب الملكي موسى بن أحمد البخاري حيت شيد الرياض الكبير والساحة الشمالية للقصر لتتوقف الأشغال بهذا الجزء سنة 1886، وبعد وفاته تولى ابنه المعروف بـ «با حماد» استكمال بناء القصر فجمع في البداية حوالي 60 منزلا لتشكيل قصر كبير يعد رائعة الفن المعماري المغربي في أواخر القرن التاسع عشر.

### أوقات العمل وأسعار التذاكر
مفتوح طوال أيام الأسبوع من الساعة 8 صباحًا حتى الساعة 5 مساءً، ولديك الإمكانية لزيارته في أي وقت. ولكن من أجل تجنب الازدحام والحرارة المرتفهة ننصحك بزيارته في الصباح الباكر أو في المساء.
أسعار تذاكرقصر الباهية,
- السياح الأجانب : 100 درهما للكبار و 30 درهما للأطفال الصغار أقل من 12 سنة.
- السكان المغاربة والأجانب المقيمون بالمغرب : 20 دراهم للكبار و10 دراهم للأطفال الصغار.
- يُسمح للمغاربة بالدخول المجاني إلى المعالم التاريخية في مراكش أيام الجمعة والأعياد الدينية، كما يُعفى ذوو الاحتياجات الخاصة من دفع رسوم الدخول طوال أيام الأسبوع.

## معرض الصور
صور متنوعة للمبنى من الداخل: